# 泛雅典娜节

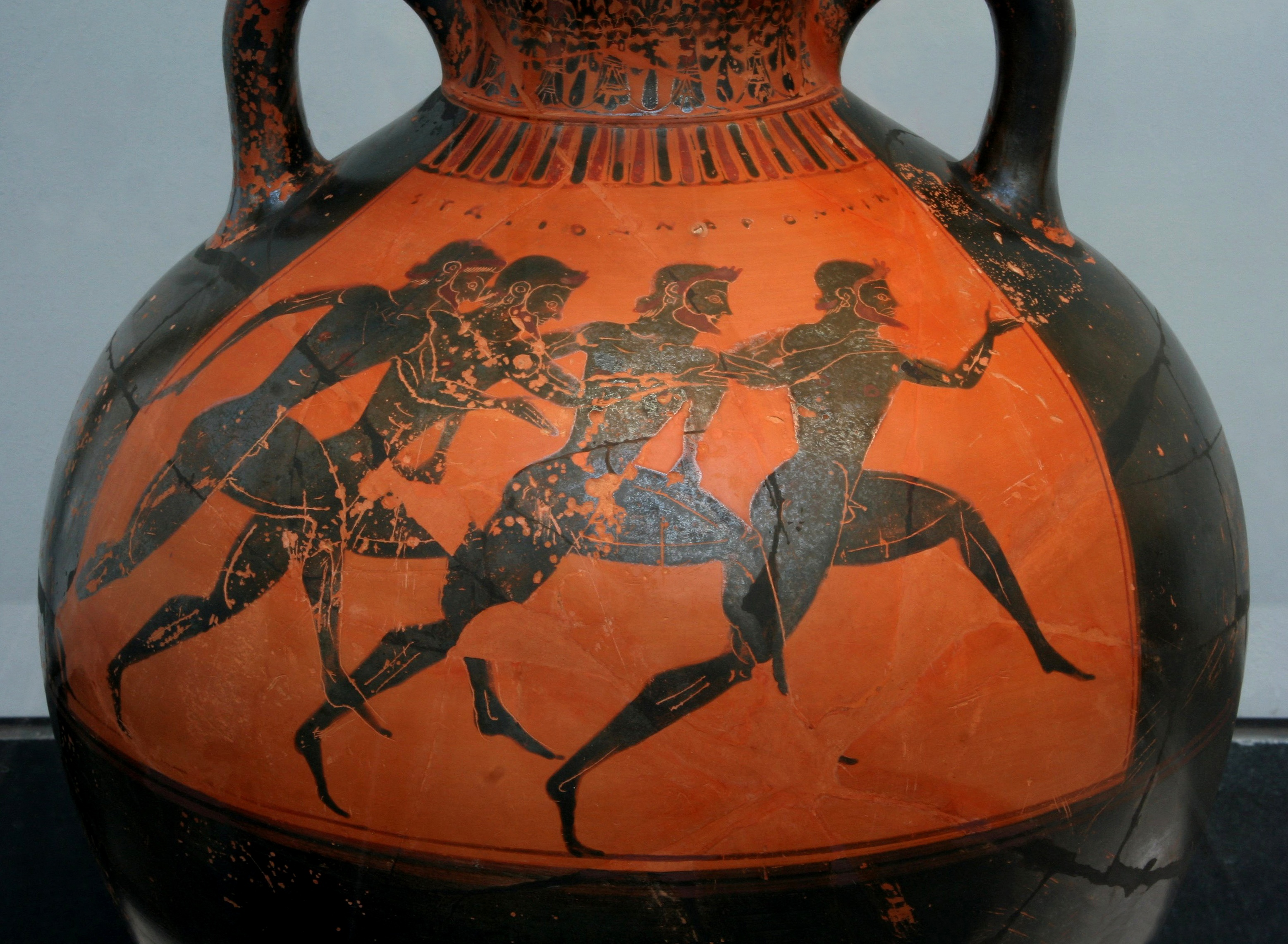

泛雅典节，又称泛雅典赛会（英语：Panathenaea）是古希腊雅典自公元前566年起 至公元3世纪每四年举办一次为纪念雅典守护神、智慧女神雅典娜的宗教节日、仪式和运动会及文化活动，是雅典最重要的节日。除了体育竞技外，泛雅典娜赛会还包括诗歌和音乐比赛，参与者通常在赛会期间表演朗诵《奥德赛》和《伊利亚特》。